# Mimmo Rotella

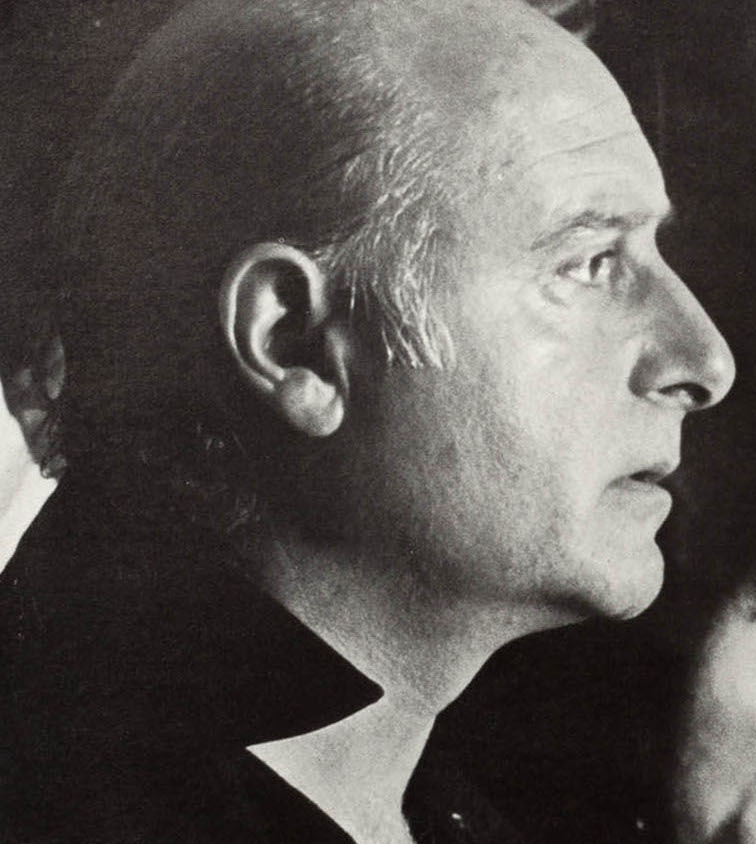
Mimmo Rotella in 1975

Mimmo Rotella (Catanzaro, 7 oktober 1918 - Milaan, 8 januari 2006) was een Italiaans beeldend kunstenaar. Hij werd bekend om zijn vroege Pop Art waarin hij afgescheurde affiches gebruikte voor nieuwe kunstwerken, ook wel décollage genoemd. Rotella werkte onder meer samen met Yves Klein, Arman, Jean Tinguely, en Raymond Hains in het 'Nouveau Réalisme'